# Theodor Längin
Theodor Längin (* 14. Mai 1867 in Karlsruhe; † 29. Mai 1947 in Karlsruhe) war ein deutscher Bibliothekar und Germanist. Längin war von 1916 bis 1932 als Direktor der Großherzoglichen Hof- und Landesbibliothek bzw. Badischen Landesbibliothek tätig.

## Leben
Theodor Längin wurde als Sohn des Karlsruher Pfarrers Johann Georg Längin und dessen Frau Eugenie, der Schwester von Alfons und Theodor Bilharz, geboren. Er studierte Germanistik, Geschichtswissenschaft und Philosophie in Heidelberg, Berlin, Bonn und Freiburg. 1891 wurde er in Freiburg mit der Arbeit Die Sprache des jungen Herder in ihrem Verhältnis zur Schriftsprache promoviert und schloss sein Studium im nachfolgenden Jahr mit dem Staatsexamen ab. Nach seinem zweijährigen Volontariat an der Großherzoglichen Hof- und Landesbibliothek in Karlsruhe war er zwischen 1894 und 1901 an der Universitätsbibliothek Freiburg als außerordentlicher wissenschaftlicher Hilfsarbeiter angestellt. Nebenamtlich war er in dieser Zeit ab 1896 Bibliothekar der Allgemeinen Volksbücherei Freiburg.
1901 bis 1904 war Längin als Vorstand der Hochschulbibliothek in Bern tätig. Im Jahre 1904 wurde er zum Leiter der Druckschriftenabteilung der Großherzoglichen Hof- und Landesbibliothek ernannt und ihm wurde der Professorentitel verliehen. In den Jahren 1916 bis 1932 war Theodor Längin schließlich als Direktor der Großherzoglichen Hof- und Landesbibliothek beschäftigt.  Diese wurde während seiner Amtszeit 1918 in Badische Landesbibliothek umbenannt. Zudem fungierte Längin ab 1912 als Vertreter der badischen Bibliotheken im Verwaltungsrat der Deutschen Bücherei in Leipzig. Nach seiner Pensionierung betreute er bis in die 1940er-Jahre hinein die markgräfliche Bibliothek im Neuen Schloss in Baden-Baden, das den Markgrafen von Baden nach Aufhebung der Monarchie 1918 als Residenz erhalten geblieben war.
Ein wichtiger Aspekt seiner wissenschaftlich-bibliothekarischen Tätigkeit war die Beschäftigung mit Handschriften. Bereits während seines Volontariats beschrieb Längin in einer von Wilhelm Brambach begründeten Veröffentlichungsreihe Handschriften der Badischen Landesbibliothek. Zudem setzte sich Längin für den Erhalt der vollen Gebührenfreiheit der Bibliotheksbenutzung sowie geregelten Urlaub, durchgehende Arbeitszeit und Unfallversicherung der Beschäftigten ein. Darüber hinaus war Längin bemüht, geeignete Privatsammlungen zu erwerben, um den Bibliotheksbestand zu erweitern. Zu seiner Zeit als Bibliothekar in Freiburg befasste sich Längin in mehreren Aufsätzen mit dem Volksbüchereiwesen und dessen Rechtsstellung. Als Leiter der Druckschriftenabteilung der Hof- und Landesbibliothek stellte Längin zum ersten Mal in Deutschland eine weibliche Hilfskraft ein. Im Jahre 1920 führte Längin in seiner Funktion als Direktor der Badischen Landesbibliothek einen zu dieser Zeit hochmodernen Schlagwortkatalog ein.
1917 unterzeichnete er den Aufruf zur Gründung einer Karlsruher Ortsgruppe der Deutschen Vaterlandspartei.

## Publikationen (Auswahl)
- Die Sprache des jungen Herder in ihrem Verhältnis zur Schriftsprache – ein Beitrag zur Geschichte der neuhochdeutschen Schriftsprache, Diss. Freiburg 1891.
- Deutsche Handschriften der Großherzoglichen Badischen Hof- und Landesbibliothek. In: Die Handschriften der Landesbibliothek Karlsruhe. Beilage II: Romanische Handschriften. Groos, Karlsruhe 1894; Neudruck mit bibliographischen Nachträgen. Harrassowitz, Wiesbaden 1974 (Digitalisat).
- Die erste reichsdeutsche Bücherhalle. In: Blätter für Volksbibliotheken und Lesehallen, Bd. 1 (1900) Heft 5–6. S. 84–94.
- Schweiz. Frauen an wissenschaftlichen Bibliotheken. In: Zentralblatt für Bibliothekwesen, Bd. 21 (1904) Heft 1–2. S. 134.

- Deutsche Bücherei und deutsche Nationalbücherei. Sonderabdruck aus der Karlsruher Zeitung (Staatsanzeiger) Nr. 284 vom 17. Oktober 1913.
- (Hrsg.): Karlsruher Bruchstücke des mittelhochdeutschen Buchs der Märterer. Karlsruhe 1921.
- Fünfundfünzig Jahre Katalogdruck. In: Albert Hartmann (Hrsg.): Festschrift für Georg Leidinger, zum 60. Geburtstag am 30. Dez. 1930. Schmidt, München 1930, S. 145–156.

- Wilhelm Raabe und Karlsruhe. Zu Raabes hundertstem Geburtstag. Privatdruck, Karlsruhe 1931.
- Der Catholiconhymnus Gutenbergs. In: Zentralblatt für Bibliothekswesen. 55 (1938), Heft 5, S. 205–210.